# Rockhurst University
Die Rockhurst University (Latein: Universitas Rockhurstensis) ist eine jesuitische Hochschule in Kansas City, Missouri, USA. Hervorgegangen ist die heutige Universität aus dem 1920 gegründeten Rockhurst College. Die Hochschule ist Mitglied der Association of Jesuit Colleges and Universities.

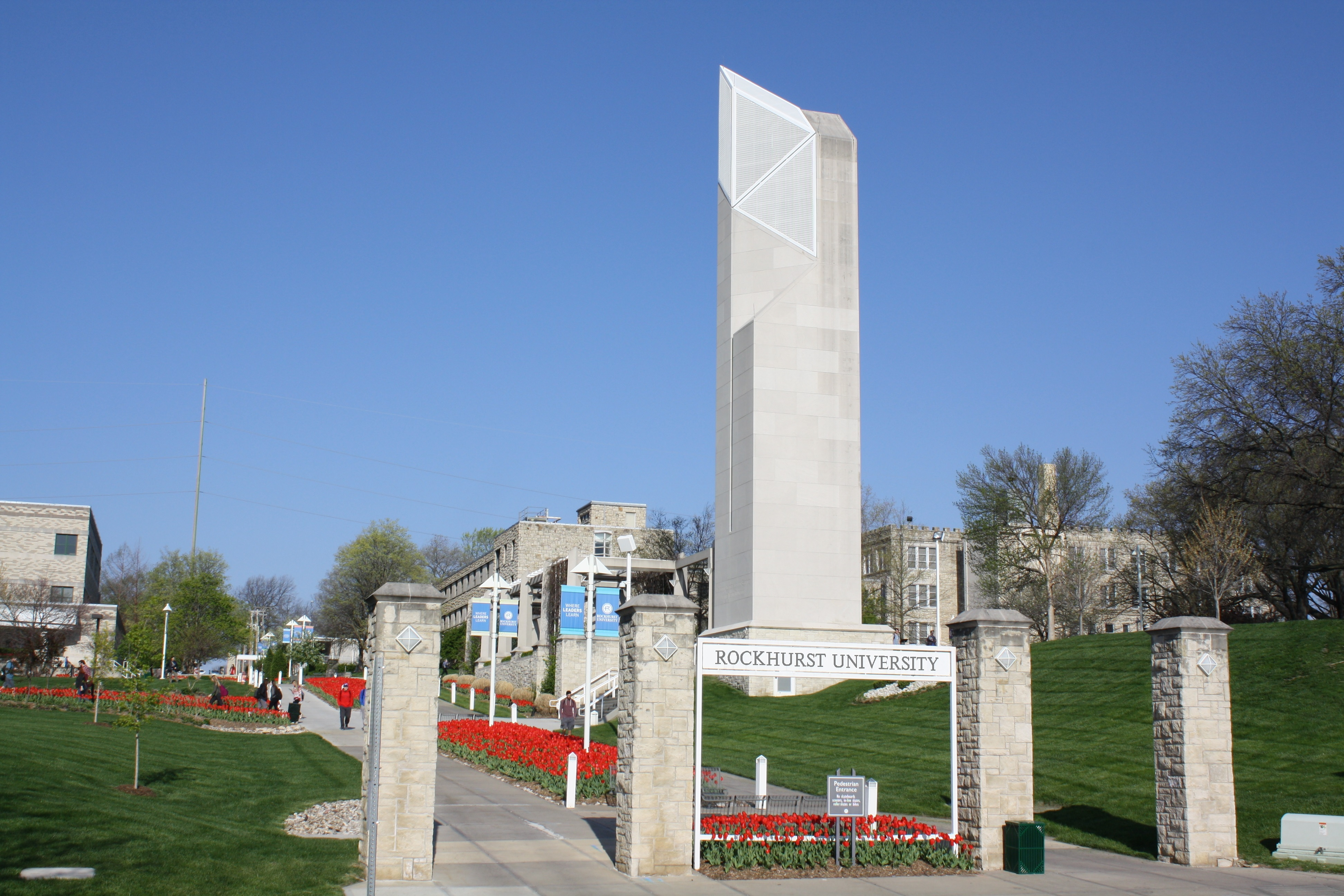
Osteingang der Rockhurst-Universität

## Zahlen zu den Studierenden
Im Herbst 2020 waren 3.688 Studierende eingeschrieben. Davon strebten 2.746 ihren ersten Studienabschluss an, sie waren also undergraduates. Von diesen waren 65 % weiblich und 35 % männlich; 4 % bezeichneten sich als asiatisch, 9 % als schwarz/afroamerikanisch und 12 % als Hispanic/Latino. 942 arbeiteten auf einen weiteren Abschluss hin, sie waren graduates.